# Christiane Bruns (Medizinerin)
Christiane Josephine Bruns (* 1965 in Reinbek) ist eine deutsche Chirurgin und Hochschullehrerin. Ihre Schwerpunkte sind die Viszeralchirurgie und die Onkologie.

## Leben
Bruns studierte an der Heinrich-Heine-Universität Düsseldorf Medizin. 1993 wurde sie approbiert und promoviert (Dissertation: Pathobiomechanik am Sternoclaviculargelenk). Ihre anschließende Facharztausbildung für Chirurgie absolvierte sie in Köln an der Klinik  für Allgemein-, Thorax- und Gefäßchirurgie. 1997–1999 absolvierte sie einen zweijährigen Forschungsaufenthalt als Postdoc am Department of Cancer Biology der Texas A&M University. Nach ihrer Rückkehr setzte sie ihre Facharztausbildung in Köln bis 2001 fort. Sie habilitierte sich ein Jahr später an der Ludwig-Maximilians-Universität München. Ab 2003 wirkte sie zehn Jahre als Oberärztin und leitende Oberärztin in München, bevor sie den Ruf an die Otto-von-Guericke-Universität Magdeburg annahm. Ab 2014 war sie Direktorin der Klinik für Allgemein-, Viszeral- und Gefäßchirurgie im Universitätsklinikum Magdeburg. 2016 folgte sie dem Ruf nach Köln, wo sie die Klinik und Poliklinik für Allgemein-, Viszeral- und Tumorchirurgie der Uniklinik Köln leitet.
In der Forschung befasst sie sich mit Krebserkrankungen an Speiseröhre, Magen und Bauchspeicheldrüse, mit  Tumorstammzellen und Tumorangiogenese, mit Gefäßneubildung im Tumor und mit Streuung und Therapieresistenz solider Tumoren. Bruns ist Prodekanin für Struktur und Strategie der medizinischen Fakultät der Universität zu Köln.
Bruns wurde am 1. Juli 2020 neu in den Senat der Deutschen Forschungsgemeinschaft (DFG) (Platz für Klinische Medizin II) gewählt. Im August 2023 ist sie zur Präsidentin der Deutschen Gesellschaft für Chirurgie (DGCH) der Amtsperiode 2023/24 gewählt worden.

## Mitgliedschaften
- Deutsche Gesellschaft für Allgemein- und Viszeralchirurgie
- Deutsche Gesellschaft für Chirurgie[6]
- American Society of Clinical Oncology
- Chirurgische Arbeitsgemeinschaft Leber, Galle und Pankreas
- European Society of Organ Transplantation
- International Hepato-Pancreato-Biliary Association

## Auszeichnungen
- Fellowship der European Society of Oncology (1999)
- Reisestipendium der Deutschen Gesellschaft für Chirurgie zum 101. Japanischen Chirurgenkongress 2001[7]
- Gerd-Hegemann-Reisestipendium der Vereinigung der Bayerischen Chirurgen (2002)
- von-Langenbeck-Preis der Deutschen Gesellschaft für Chirurgie (2003)
- Curt-Bohnewand-Preis der Medizinischen Fakultät der LMU München (2005)
- Wahl in die Deutsche Akademie der Naturforscher Leopoldina (2018)[8]

## Publikationen
- Yue Zhao, Qi Bao, Bettina Schwarz, Lu Zhao, Josef Mysliwietz, Joachim Ellwart, Andera Renner, Heidrun Hirner, Hanno Niess, Peter Camaj, Martin Angele, Stephanie Gros, Jakob Izbicki, Karl-Walter Jauch, Peter Jon Nelson, Christiane J. Bruns: Stem Cell-Like Side Populations in Esophageal Cancer: A Source of Chemotherapy Resistance and Metastases. In: Mary Ann Liebert Inc (Hrsg.): Stem Cells and Development. Band 23, Nr. 2, 15. Januar 2014, S. 180–192, doi:10.1089/scd.2013.0103.
- Martin K. Angele, Markus Albertsmeier, Niclas J. Prix, Peter Hohenberger, Sultan Abdel-Rahman, Nelli Dieterle, Michael Schmidt, Ulrich Mansmann, Christiane J. Bruns, Rolf D. Issels, Karl-Walter Jauch, Lars H. Lindner: Effectiveness of Regional Hyperthermia With Chemotherapy for High-Risk Retroperitoneal and Abdominal Soft-Tissue Sarcoma After Complete Surgical Resection. In: Ovid Technologies (Hrsg.): Annals of Surgery. Band 260, Nr. 5, November 2014, S. 749–756, doi:10.1097/SLA.0000000000000978.
- Hanno Niess, Jobst C. von Einem, Michael N. Thomas, Marlies Michl, Martin K. Angele, Ralf Huss, Christine Günther, Peter J. Nelson, Christiane J. Bruns, Volker Heinemann: Treatment of advanced gastrointestinal tumors with genetically modified autologous mesenchymal stromal cells (TREAT-ME1): study protocol of a phase I/II clinical trial. In: Springer Nature (Hrsg.): BMC Cancer. Band 15, Nr. 1, 8. April 2015, doi:10.1186/s12885-015-1241-x.
- Costanza Chiapponi, Christine Y. Meyer, Silvia Heinemann, Frank Meyer, Peter Biberthaler, Christiane J. Bruns, Karl-Georg Kanz: Stress-Related Job Analysis for Medical Students on Surgical Wards in Germany. In: Elsevier BV (Hrsg.): Journal of Surgical Education. Band 74, Nr. 1, Januar 2017, S. 145–153, doi:10.1016/j.jsurg.2016.06.002.